# Dzięcioł różowoszyi
Dzięcioł różowoszyi (Colaptes auratus) – gatunek średniej wielkości ptaka z rodziny dzięciołowatych (Picidae), zamieszkujący Amerykę Północną. Nie jest zagrożony.

## Morfologia
Długość ciała 28–35 cm. Wierzch ciała czarno i brązowo prążkowany, kuper biały; spód ciała biały, pokryty czarnymi plamkami z czarną przepaską na piersi.

## Zachowanie
Żeruje na ziemi, poluje najczęściej na mrówki.

## Zasięg, środowisko
Prawie cała Ameryka Północna (poza północnymi krańcami oraz Ameryką Centralną), również Kuba i Wielki Kajman. Osiadły lub koczujący, populacje z północy zasięgu (Alaska, Kanada) na zimę migrują na południe.

## Systematyka
Systematyka tego gatunku jest kwestią sporną. Międzynarodowy Komitet Ornitologiczny (IOC) i serwis Birds of the World wyróżniają 9 podgatunków:
- C. a. cafer (Gmelin, JF, 1788) – dzięcioł szaroszyi[4] – południowa Alaska do północnej Kalifornii (USA)
- C. a. collaris Vigors, 1829 – południowo-zachodnia Kanada i zachodnie USA do północno-zachodniego Meksyku
- † C. a. rufipileus Ridgway, 1876 – wyspa Guadalupe na Pacyfiku (Meksyk); wymarł, po raz ostatni widziany w 1906 roku[6].
- C. a. nanus Griscom, 1934 – zachodni Teksas (USA) do północno-wschodniego Meksyku
- C. a. mexicanus Swainson, 1827 – dzięcioł szarogardły[4] – środkowy Meksyk
- C. a. luteus Bangs, 1898 – środkowa Alaska do wschodniej Kanady, północno-wschodnich USA i Montany (północno-środkowe USA)
- C. a. auratus (Linnaeus, 1758) – dzięcioł różowoszyi[4] – południowo-wschodnie USA
- C. a. chrysocaulosus Gundlach, 1858 – dzięcioł kubański[4] – Kuba
- C. a. gundlachi Cory, 1886 – Wielki Kajman

Na liście ptaków świata opracowywanej we współpracy BirdLife International z autorami Handbook of the Birds of the World (systematyka na podstawie tej listy jest stosowana w Czerwonej księdze gatunków zagrożonych IUCN) do C. auratus zaliczane są tylko podgatunki luteus, auratus, chrysocaulosus i gundlachi, pozostałe wymienione podgatunki wydzielane są do osobnego gatunku C. cafer. Za podgatunek dzięcioła różowoszyjego uznawany był dzięcioł rdzawogłowy (C. mexicanoides) występujący od południowego Meksyku do Nikaragui, ale został on uznany za osobny gatunek, co ostatecznie zostało w 2024 roku zaakceptowane przez North American Classification Committee (NACC).

## Status
Międzynarodowa Unia Ochrony Przyrody (IUCN), która rozdziela ten takson na dwa odrębne gatunki, oba zalicza do kategorii najmniejszej troski (LC – Least Concern), a trend liczebności ich populacji ocenia jako spadkowy.